# Инес Кьолер-Цюлх
Инес Кьолер-Цюлх (на немски: Ines Köhler-Zülch) е германска българистка и фолклористка.

## Биография
Родена е на 10 юни 1941 г. в Магдебург, Германия. През 1954 г. семейството ѝ бяга в Западна Германия, в резултат на политическите репресии срещу баща ѝ в ГДР. Учи в университетите в Марбург и Хамбург, където завършва славистика – с основна насоченост българистика, германистика и романистика. През 1972 г. защитава дисертационен труд „Новобългарският роман за Александър. Изследване върху историята и разпространението му“. Съвети и помощ в това изследване получава от Петър Динеков и румънския славист и фолклорист Йон Кицимия. От 1974 г. работи в редакцията на „Енциклопедия на приказката“ в Гьотинген. Автор е и на близо 70 статии в различни томове на изданието. Умира на 24 април 2019 г. в Гьотинген, Германия.

## Научна дейност
Основни области на нейния изследователски интерес са приказките, разказването и взаимодействието на устни и писмени традиции в тематичен, регионален, исторически и сравнителен план, изследват се сюжети и мотиви, тяхното разпространение и рецепция, проблеми от историята на дисциплината. Изследва „движението“ на сюжети и специфичната им „българска“ реализация в балкански и международен план. Оказва помощ за издаването на българския каталог на приказките на немски език.
Интерес представлява и легендарната топография на Харц в исторически и съвременен план: връх Брокен и празнуването на Валпургиевата нощ, легендите за вещици и вещерски сборища, фолклоризацията им през вековете и съвременната им употреба в туризма. Изследва етническата проблематика за малцинствата – пише редица публикации за циганите: теми и наративи, образи и стереотипи, оценки и самооценки.

## Публикации
- Der neubulgarische Alexanderroman. Untersuchungen zur Textgeschichte und Verbreitung. Amsterdam: Hakkert. (1973);
- Принос към историята на фолклористиката на XIX век. − В: Втори между-народен конгрес по българистика. София, 23 май – 3 юни 1986 г. Доклади. Т. 15. Фолклор. Ред. Тодор Ив. Живков (отг. ред.), Радост Иванова, Йорданка Холевич. Съст. Олег Младенов. София: БАН, 32 – 40 (1988);
- Schneewittchen hat viele Schwestern. Frauengestalten in europäischen Märchen. Gütersloh: GTB Siebenstern, 1988 (zusammen mit Christine Shojaei Kawan) (1988);
- Bulgarische Märchen im balkanischen Kontext und ihre Stellung in der internationalen Erzählüberlieferung. − In: Kulturelle Traditionen in Bulgarien. Hrsg. Reinhard Lauer, Peter Schreiner. Göttingen: Vandenhoeck and Ruprecht, 185 – 201 (1989)
- Енциклопедия на приказката. − В: Проблеми на българския фолклор. Т. 8. Българският фолклор в славянската и балканската културна традиция. Съст. и ред. Стефана Стойкова, Милена Беновска-Събкова, Тодор Тодоров. София: БАН, 98 – 103 (1991);
- Ostholsteins Erzählerinnen in der Sammlung Wilhelm Wisser: ihre Texte – seine Berichte. – Fabula, 32, 94 – 118 (1991);
- Die Heilige Familie in Ägypten, die verweigerte Herberge und andere Geschichten von „Zigeunern“: Selbstäußerungen oder Außenbilder? − In: Die Sinti/Roma-Erzählkunst im Kontext europäischer Märchenkultur. Ed. Daniel Strauß. Heidelberg: Dokumentations- und Kulturzentrum Deutscher Sinti, 35 – 84 (1992);
- Heinrich Pröhle: A Successor to the Brother‘s Grimm. − In: The Reception of Grimm‘s Fairy Tales:Responses, Reactions, Revisions. Ed. Donald P. Haase. Detroit: Wayne State University Press, 41 – 58 (1993);
- Die Hexenkarriere eines Berges: Brocken alias Blocksberg. Ein Beitrag zur Sagen-, Hexen- und Reiseliteratur. − Narodna umjetnost, 30, 47 – 81 (1993);
- Von der Handschrift zum Buch und zur Heftchenliteratur. Bulgarische Geschichten über Alexander d. Gr. im 19. und 20. Jahrhundert. − In: Südosteuropäische Popularliteratur im 19. und 20. Jahrhundert. Ed. Klaus Roth. München: Münchner Vereinigung für Volkskunde, Südosteuropa-Gesellschaft, 187 – 226 (1993);
- Geschichte der Kreuznägel. Version und Gegenversion. Überlegungen zu Roma-Varianten. − In: Telling Reality. Folklore Studies in Memory of Bengt Holbek. Ed. Michael Chesnutt. Copenhagen, Turku: University of Copenhagen, Nordic Institute of Folklore, 219 – 234 (1994);
- Котаракът в чизми или хитрата лисица. − Български фолклор, 20, No 5, 20 – 32 (1994);
- Zum Puppenspiel: „Der Gestiefelte Kater“ auf der Bühne sächsischer Wandermarionettentheater. − In: Hören – Sagen – Lesen – Lernen: Bausteine zu einer Geschichte der kommunikativen Kultur. Festschrift für Rudolf Schenda zum 65. Geburtstag.Bern: Peter Lang, 359 – 393 (1995);
- Die „Zigeunerforschungen“ von Friedrich Salomo Krauss. – Fabula, 36, 230 – 242 (1995);
- Hexenphänomene und Tourismus. Souvenir – Sage – Brauch. − In: Das Bild der Welt in der Volkserzählung. Hrsg. Leander Petzoldt, Siegfried de Rachewiltz, Ingo Schneider, Petra Streng. Frankfurt am Main u. a.: Peter Lang, 275 – 319 (1995);
- Die Figur des „Zigeuners“ in deutschsprachigen Sagensammlungen. − In: Solms, Wilhelm, Daniel Strauß (Hrsg.). „Zigeunerbilder“ in der deutschsprachigen Literatur: Tagung in der Uiversität Marburg vom 5. bis 7. Mai 1994. Heidelberg: Dokumentations- und Kulturzentrum Deutscher Sinti, 11 – 46 (1995);
- Der politische Witz und seine erzählforscherischen Implikationen. – In: Medien popularer Kultur. Erzählung, Bild und Objekt in der volkskundlichen Forschung. Festschrift Rolf Wilhelm Brednich. Hg. Carola Lipp. Frankfurt, New York: Campus Verlag, 71 – 85 (1995);
- Who Are the Tellers? Statements by Collectors and Editors. − Fabula, 38, 199 – 209 (1997);
- Der Diskurs über den Ton. Zur Präsentation von Märchen und Sagen in Sammlungen des 19. Jahrhunderts. − In: Homo narrans. Studien zur populären Erzählkultur. Festschrift für Siegfried Neumann zum 65. Geburtstag. Hrsg. Christoph Schmitt. Münster/New York/München/Berlin: Waxmann, 25 – 50 (1999);
- Frauen und Märchenforschung. Zu geschlechtsspezifischen Aspekten in der Folkloristik. − In: Geschlechterdifferenz. Texte, Theorien, Positionen. Hrsg. Doris Ruhe. Würzburg: Königshausen u. Neumann, 101 – 120 (2000)
- Между фолклора и литературата. За политическата рецепция на Александрията през Възраждането. − В: В памет на Петър Динеков. Традиция, приемственост, новаторство. Ред. Константин Косев, (отг. ред.), Юлия Балтова, Рая Кунчева, Светли-на Николова, Мила Сантова, Елена Тончева. София: БАН, Кирило-методиевски научен център, 414 – 425 (2001);
- Ръководства за събиране на народни умотворения. Из ранната история на българската фолклористика. – В: Фолклор, традиции, култура. Юбилеен сборник в чест на Стефана Стойкова. Ред. Стоянка Бояджиева, Доротея Добрева, Светла Петкова. Со-фия: Академично издателство „Проф. Марин Дринов“, 287−312 (2002);
- Der gestiefelte Kater – Geschichten und Geschichte. − In: Märchen. Geschichte – Psychologie – Medien. Hrsg. Ortwin Beisbart, Bärbel Kerkhoff-Hader. Baltmannsweiler: Schneider Verl. Hohengehren, 43 – 71 (2008);
- Slavic Tales. − In: The Greenwood Encyclopedia of Folktales and Fairy Tales. Ed. Donald Haase. Westport, Conn./London: Greenwood, 871 – 881 (2008);
- Hans Christian Andersen und die Harzer Sagentopographie. −In: Erzählkultur. Beiträge zur kulturwissenschaftlichen Erzählforschung. Festschrift Hans-Jörg Uther. Hrsg. Rolf Wilhelm Brednich. Berlin/New York: Walter de Gruyter, 173 – 190 (2009);
- Vor Baedeker, Grieben und Meyer. Zur Geschichte der Reiseliteratur am Beispiel Harz. − In: Bilder – Sachen – Mentalitäten. Arbeitsfelder historischer Kulturwissenschaften. Wolfgang Brückner zum 80. Geburtstag. Hrsg. Heidrun Alzheimer u. a. Regensburg: Schnell & Steiner, 255 – 268 (2010).